# União Soviética nos Jogos Olímpicos de Verão de 1968
A União Soviética competiu nos Jogos Olímpicos de Verão de 1968, realizados em Cidade do México, México.